# Barbus brevilateralis
Barbus brevilateralis är en fiskart som beskrevs av Poll, 1967. Barbus brevilateralis ingår i släktet Barbus och familjen karpfiskar. IUCN kategoriserar arten globalt som otillräckligt studerad. Inga underarter finns listade.